# Hans Elliot
Hans Ottosson Elliot, född 8 juli 1881 i Frustuna församling, Södermanlands län, död 27 november 1932, var en svensk väg- och vattenbyggnadsingenjör.
Elliot utexaminerades från Kungliga Tekniska högskolans avdelning för väg- och vattenbyggnadskonst 1904, från avdelningens för arkitektur tredje årskurs 1905 och militärkurs 1905. Han blev löjtnant vid Väg- och vattenbyggnadskåren 1911 och kapten 1918.
Elliot var ingenjör vid Stockholms stads byggnadskontor 1906–1911, kanalingenjör vid Trollhätte kanal och vattenverk 1911–1918, tf. överingenjör där, handhade utbyggnad av statens industri- och bostadsområden i Trollhättan, uppgjorde förslag till vägar, broar, kajer, dräneringsanläggningar, bangårdsanläggningar stadsplanering och husbyggnad, kontrollant vid fabriksanläggningar och bostadsbyggnad etc., verkställande direktör för AB Industribostäder, konsulterande ingenjörs- och arkitektfirma 1918–1930 samt stadsdirektör i Djursholm från 1930.
Elliot var censor vid Sveriges tekniska gymnasier 1927–1929, ledamot av Svenska industriens standardiseringskommission och styrelseledamot i Svenska slöjdföreningen. Han företog studieresor i Europa och USA på uppdrag av Stockholms stad, Väg- och vattenbyggnadsstyrelsen, Vattenfallsstyrelsen, Kommerskollegium och Socialstyrelsen. Han publicerade föredrag och uppsatser i facktidskrifter och i pressen i byggnadstekniska och organisationsfrågor. Elliot är begravd på Solna kyrkogård.